# Oxyliquiet
Oxyliquieten of oxiliquieten zijn ontplofbare mengsels bestaande uit vloeibare zuurstof en een fijnverdeelde oxideerbare stof zoals kurkmeel of roet. Deze bestanddelen reageren bij ontsteking door een vlam explosief met elkaar. Meestal worden de ladingen ter plekke gemaakt van eveneens plaatselijk geproduceerde vloeibare zuurstof, omdat vloeibare zuurstof vrij kostbaar is om veilig te transporteren. Het werd daarom alleen gebruikt in de mijnbouw waar een grote en constante vraag kon worden vervuld. Niettemin is, behoudens bijzondere omstandigheden, bijvoorbeeld schaarste in oorlogstijd, het gebruik van ammoniumnitraat de laatste decennia altijd goedkoper geweest, zodat de methode eigenlijk tegenwoordig geen toepassing meer vindt.
De Duitser Carl von Linde introduceerde LOX al in 1895, roet in poreuze zakjes, gedrenkt in vloeibare zuurstof.

## Websites
- Liquid Oxygen Explosives